# 1753 в Україні

## Події
- засновані Слов'яносербія
- Новослобідський козацький полк

## Особи

### Померли
- 18 листопада Дмитрій (Білинський) (до 1710—1753) — церковний діяч, викладач Чернігівського колегіуму, ігумен.
- Мирович Іван Іванович (? — 1753) — український військовий діяч, дипломат.
- Міхал Францішек Потоцький (? — 1753/1760) — польський шляхтич, військовик, державний діяч, меценат.
- Скаржинський Михайло Казимирович (? — 1753) — польський шляхтич на російській військовій службі, засновник українського козацького роду Скаржинських, сотник Лубенського полку.

## Засновані, зведені
- Ананьїв
- Ананьїв (село)
- Велика Балка (Кропивницький)
- Калинівка (село, Бахмутський район)
- Липецьке
- Подільське (Золотоніський район)
- Селиванівка
- Слов'яносербськ
- Суботці